# Costaconvexa polygrammata
Costaconvexa polygrammata là một loài bướm đêm thuộc họ Geometridae. Nó được tìm thấy ở châu Âu tới Bắc Phi.
Sải cánh dài khoảng 26 mm. Có ba lứa một năm con trưởng thành bay từ the end of tháng 3 đến tháng 4, vào tháng 6 và tháng 7 và vào tháng 8 và tháng 9.
Ấu trùng ăn các loài Galium, primarily Galium saxatile. Ấu trùng có thể tìm thấy từ tháng 4 đến tháng 10. Loài này qua đông dưới dạng nhộng.

## Hình ảnh

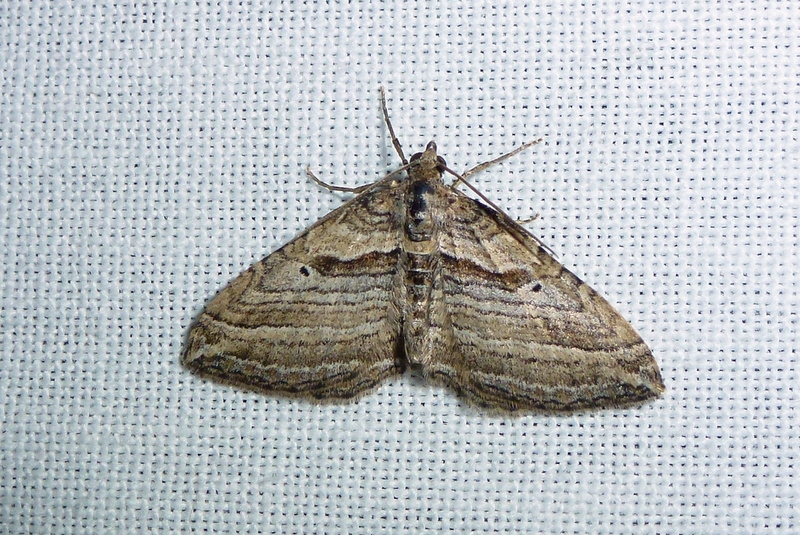
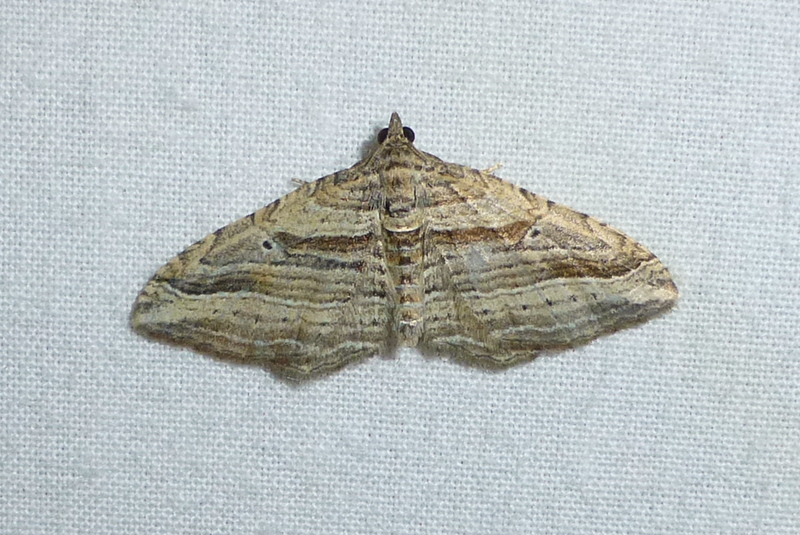
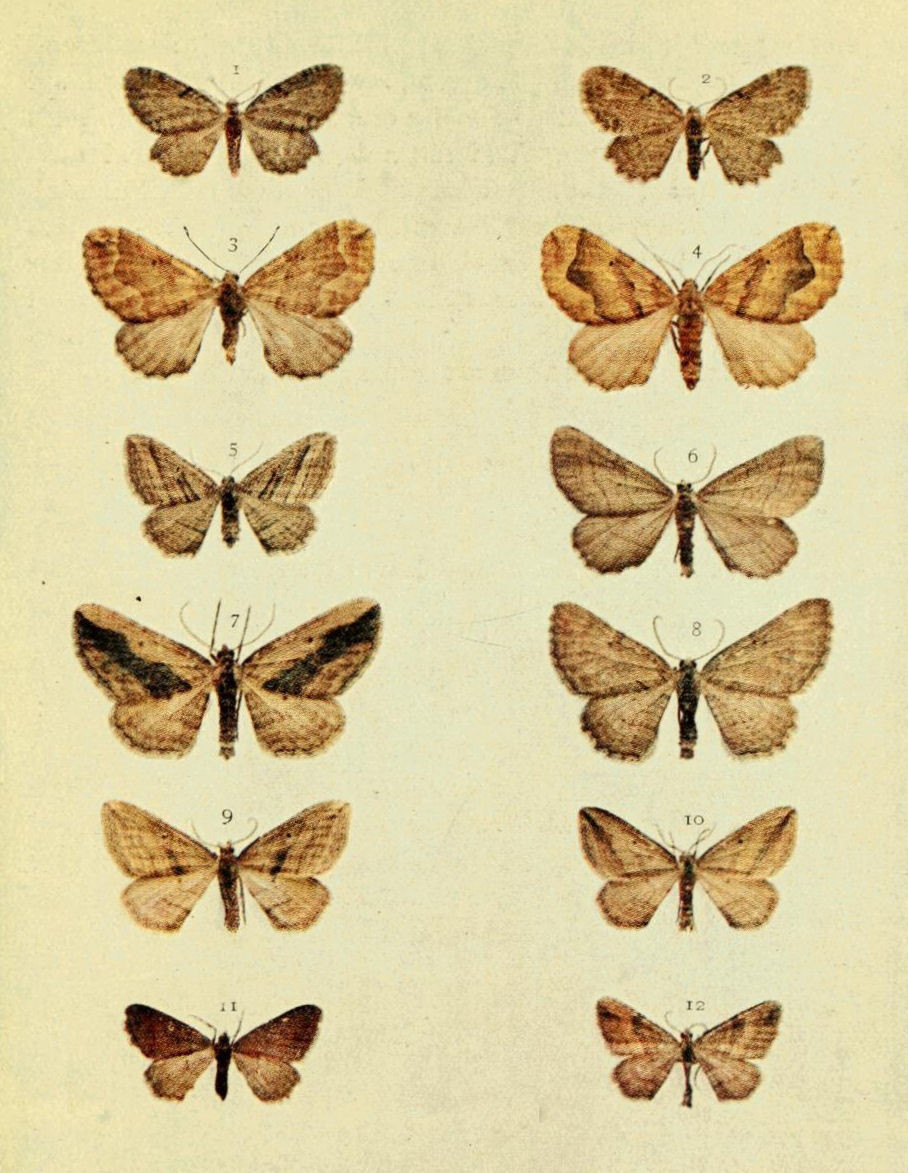